# Wawona
Wawona – jednostka osadnicza w Stanach Zjednoczonych, w stanie Kalifornia, w hrabstwie Mariposa.